# Battaglia di Piedmont
La battaglia di Piedmont della guerra di secessione americana fu combattuta il 5 giugno 1864, a nord del villaggio di Piedmont, nella contea di Augusta, in Virginia, dove il maggior generale dell'Union Army David Hunter affrontò le truppe confederate del brigadier generale William Edmondson Jones. Dopo un duro combattimento, Jones restò ucciso e i confederati furono sbaragliati. Hunter occupò Staunton il 6 giugno e iniziò subito ad avanzare su Lynchburg, distruggendo depositi militari e proprietà pubbliche lungo il cammino.

## Antefatti

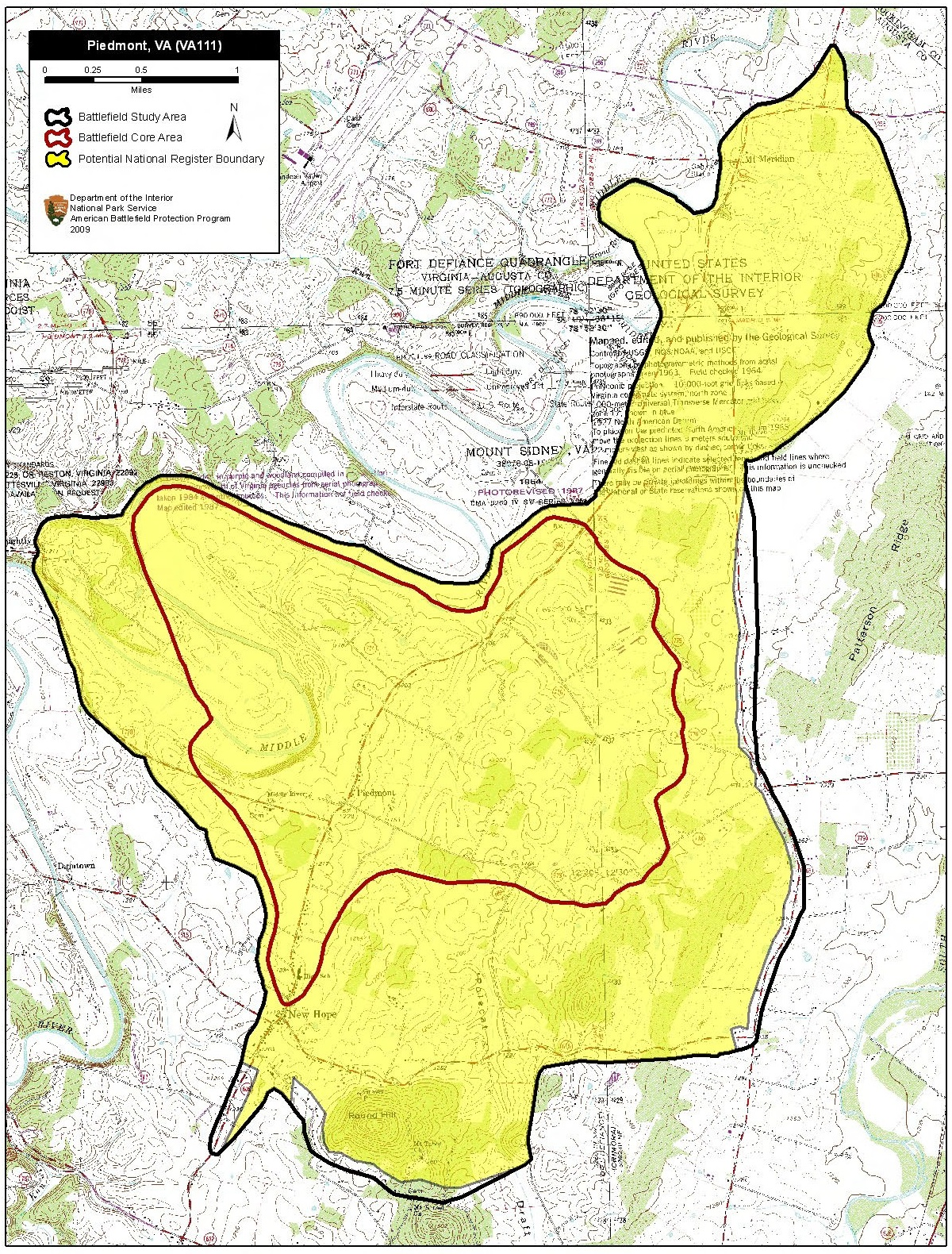
Mappa del cuore del campo di pattaglia di Piedmont e aree di ricerca dell'American Battlefield Protection Program.

La battaglia di Piedmont fu il risultato dell'iniziativa militare del 1864 del tenente generale Ulysses S. Grant per mantenere le forze degli Stati Uniti all'offensiva e impedire ai confederati di muovere le loro truppe da una regione all'altra. Nella Valle di Shenandoah, Grant aveva originariamente piazzato al comando delle truppe dell'Unione il generale di origine tedesca Franz Sigel, tuttavia, dopo la sconfitta di questi nella battaglia di New Market del 15 maggio, Grant lo sollevò dall'incarico e il 21 maggio mise al comando dell'esercito unionista di stanza nello Shenandoah il maggior generale David Hunter.
Hunter riorganizzò rapidamente il suo piccolo esercito e ordinò alle sue truppe di accamparsi fuori dalle ricche fattorie della valle dello Shenandoah. Il 26 maggio egli avanzò dalla valle verso Staunton, fronteggiando solo una leggera opposizione da parte dei confederati. Dopo New Market, la maggior parte delle forze confederate nella Valle si era unita all'Armata Confederata della Virginia Settentrionale del generale Robert E. Lee, lasciando solo la brigata del generale John D. Imboden e i riservisti originari della valle ad affrontare le forze unioniste. Imboden mantenne informato Lee dei movimenti di Hunter, ma con le sue esigue forze poteva fare ben poco per rallentarlo. Hunter nel frattempo aveva puntato il suo mirino su Staunton, un'importante stazione ferroviaria e centro logistico per la Confederazione
La rapida avanzata dell'Unione seguita alla sconfitta subita a New Market, colse di sorpresa i confederati. Pesantemente impegnato con l'esercito del Potomac, Lee si rivolse al generale di brigata William E. Jones, noto come Grumble Jones ("Jones il brontolone"), comandante pro tempore del Confederate Department of Southwest Virginia and East Tennessee per ricevere assistenza, istruendolo di prendere contatto con Imboden. Jones si mise presto in cammino verso lo Shenandoah con circa 4 000 tra fanti e cavalieri appiedati.
Entro il 3 giugno l'esercito dell'Unione aveva raggiunto Harrisonburg. Imboden aveva concentrato le sue forze a Mount Crawford sulla riva sud del North River, bloccando il percorso diretto di Hunter verso Staunton attraverso la Valley Turnpike. Imboden, nativo della Valle della Contea di Augusta, stabilì il suo quartier generale presso la  Grattan House dove la sua forza crebbe man mano che i rinforzi cominciavano ad arrivare dalla Southwest Virginia.
La mattina del 4 giugno Hunter inviò una forza diversiva verso Mount Crawford mentre il suo esercito principale si dirigeva a est verso Port Republic dove si accampò per la notte. Nel frattempo il generale Jones era arrivato alla Grattan House assumendo il comando dell'appena frettolosamente costituito Confederate Army of the Valley District. Quando gli esploratori confederati riportarono la marcia di Hunter sul fianco, Imboden suggerì di muoversi verso la Mowry's Hill nell'Augusta orientale per disporsi ad affrontare Hunter. Concordando con Imboden, Jones accettò di far marciare la sua fanteria e cavalleria appiedata verso la Mowry's Hill dove avrebbero affrontato Hunter il 5 giugno. Jones ordinò a Imboden di guidare tutte le truppe montate verso il monte Meridian, poche miglia a sud di Port Republic. Jones istruì Imboden affinché si limitasse a ritardare l'avanzata di Hunter, evitando qualsiasi scontro serio fino a quando i federali si fossero avvicinati la mattina successiva.

## La battaglia

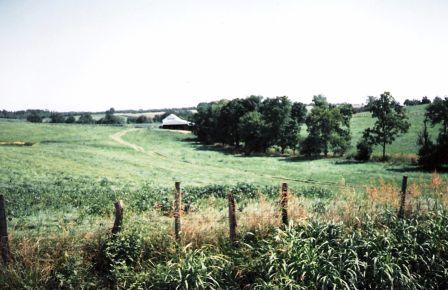
Il 20º cavalleria della Pennsylvania attaccò da destra a sinistra in questa immagine, verso il Middle river nelle vicinanze del fienile, dove radunò centinaia di prigionieri.

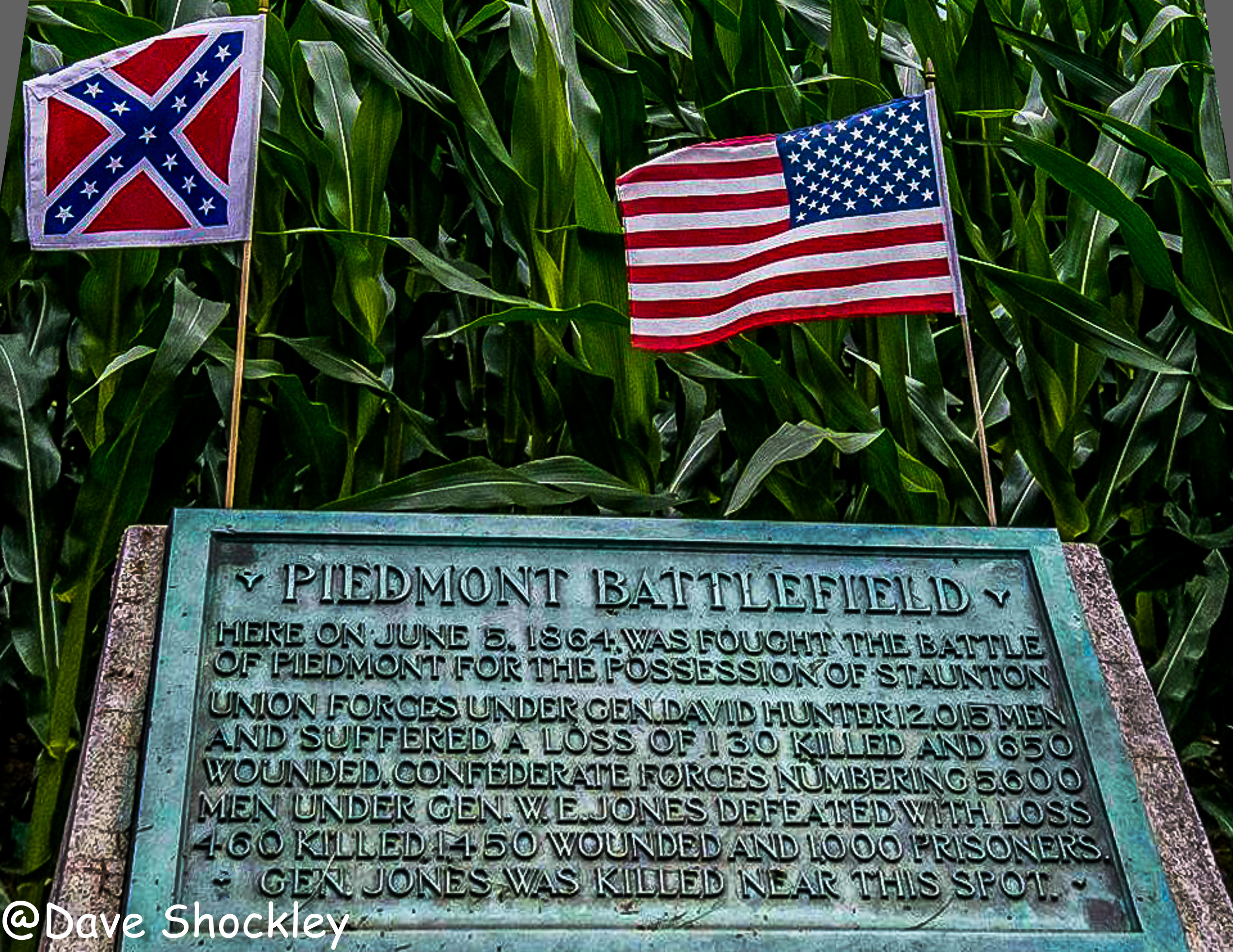
Monumento commemorativo della battaglia sul ciglio della strada.

Dopo aver trascorso una notte piovosa accampato nella periferia meridionale di Port Republic, l'esercito di Hunter marciò verso sud sulla Staunton Road verso il Mount Meridian attraverso la nebbia mattutina. La cavalleria del maggior generale Julius Stahel condusse l'avanzata, spazzando via gli avamposti di Imboden. Quando il reggimento avanzato di Stahel raggiunse il Mount Meridian, Imboden contrattaccò con successo con il 18º Virginia Cavalry. Stahel inviò rinforzi nella lotta e travolse rapidamente i virginiani. Imboden sfuggì a malapena alla cattura e solo la tempestiva carica del resto della sua brigata, che comprendeva riserve locali, salvò il 18º Virginia dal disastro. I confederati si ritirarono lentamente verso il villaggio di Piedmont. Imboden si aspettava di riunire le forze con quelle del generale Jones a Mowry's Hill, ma fu sorpreso di trovarlo nel villaggio. I due comandanti discussero la situazione, e poi Jones (che era superiore in grado a Imboden) decise di resistere e combattere.
Jones fece avanzare un battaglione di cavalleria appiedata, convalescenti e uomini isolati a diverse centinaia di metri davanti alla sua ala sinistra, sostenuti da una sezione di artiglieria a cavallo, e l'avanzata di Stahel fu fermata. Quindi schierò le sue due brigate di fanteria (la sua ala sinistra) lungo il margine di un boschetto che correva dalla Staunton (o Est) Road fino alle alte scogliere del Middle River che coprivano il suo fianco sinistro. Ordinò quindi a Imboden di sorvegliare il suo estremo fianco destro con la cavalleria. All'immediata sinistra di Imboden, la brigata di cavalleria appiedata del Tennessee e della Georgia sotto il generale John C. Vaughn si mise in posizione. Il fianco sinistro di Vaughn era schierato seicento metri alle spalle dell'ala destra di Jones, creando una falla nel centro della sua linea. Lì furono posizionate due batterie, compresa l'artiglieria di riserva del capitano Marquis, presidiata da ragazzi di 17, 18 anni della contea di Augusta.
Così il capo di stato maggiore di Hunter, il colonnello David Hunter Strother, descrisse il campo di battaglia:
(David Hunter Strother)
A mezzogiorno, la fanteria di Hunter, sotto il comando del generale di brigata Jeremiah C. Sullivan, avanzò. La brigata del colonnello Augustus Moor guidò l'avanzata di Jones sul lato ovest della Staunton (East) Road, fermandosi lungo il margine di un lotto boschivo di fronte a quello in cui erano disposti i Confederati di Jones. Sullivan ordinò un avanzamento ma la fanteria ribelle, ben protetta, respinse lo sforzo. Sul lato est della strada, la brigata del colonnello Joseph Thoburn avanzò attraverso un burrone boscoso verso la posizione di Imboden, sotto un pesante fuoco d'artiglieria. Thoburn si ritirò per sostenere l'artiglieria dell'Unione quando si avvide della ritirata di Moor. Durante queste azioni, l'artiglieria dell'Unione sotto il capitano Henry DuPont mise sistematicamente a tacere la maggior parte dei cannoni confederati. Solo alcuni cannoni con Imboden rimasero attivi sull'estrema destra confederata.
A questo punto, Jones decise di ritirare la sua ala sinistra in modo che fosse allineata con Vaughn e Imboden, ma gli eventi lo costrinsero presto a cambiare idea. Sullivan rinforzò Moor con due reggimenti e ordinò un altro attacco, ma fu di nuovo respinto. Questa volta i Confederati contrattaccarono, ma la resistenza del 28º fanteria Ohio e di alcuni cavalieri appiedati armati di carabina a ripetizione Spencer, sostenuti da una sezione di artiglieria, costrinsero i Sudisti a ritornare nelle loro trincee. Un Jones comunque incoraggiato riorganizzò le sue forze per lanciare un attacco concertato contro la malconcia brigata di Moor. Jones ordinò a Vaughn di far avanzare la maggior parte della sua brigata sull'ala sinistra. Il 60º fanteria della Virginia si mosse dalla sua posizione ai margini del bosco che copriva il grande spazio al centro della linea di battaglia confederata. I virginiani si ritrovarono quindi nella seconda linea di battaglia dietro quella principale confederata, lasciando il vuoto completamente indifeso.
La concentrazione di truppe di Jones contro la brigata di Moor non passò inosservata. I Federali avvistarono il varco sul fianco destro dell'ala sinistra di Jones, e Hunter ordinò alla brigata di Thoburn di attaccare la vulnerabile posizione confederata. Thoburn avanzò rapidamente fino a pochi metri dalla sinistra Confederata e, prima che i suoi uomini venissero avvistati, frantumò il fianco meridionale. Allo stesso tempo, la brigata di Moor si unì all'assalto contro il fronte confederato. Jones tentò di recuperare la situazione riportando in campo le riserve della Valle che rallentarono l'avanzata di Thoburn ma non furono in grado di respingerlo. Jones si precipitò su un piccolo gruppo di Confederati che si stavano radunando e quindi caricò verso l'accorrente fanteria dell'Unione. Un proiettile dell'Unione lo colpì alla testa, uccidendolo all'istante. Le forze unioniste respinsero i Confederati verso le scogliere del Middle River, dividendo la loroforza in due metà. Alle scogliere, le forze convergenti della brigata di Thoburn e di Moor, sostenute da alcuni membri della cavalleria di Stahel, catturarono quasi 1 000 confederati non feriti. Una sezione dell'artiglieria a cavallo della Virginia sotto il capitano John McClanahan era attestata nei pressi del villaggio di Piedmont, rallentando l'Unione verso sud e sfuggendo a malapena alla cattura.
Sulla Staunton (est) Road, il 1º cavalleria veterana di New York lanciò una vigorosa ricerca dei Confederati sconfitti. Tuttavia, un'altra sezione della batteria di McClanahan e gli elementi della brigata di Vaughn non inviati a sinistra, si rischierarono in fretta alla retroguardia lungo la strada tra i villaggi di Piedmont e New Hope. Quando i newyorkesi presero questa strada per inseguire i sudisti in fuga, la retroguardia confederata aprì il fuoco devastando la cavalleria dell'Unione e smorzando il loro entusiasmo verso ogni ulteriore inseguimento. Sebbene almeno 1 500 Confederati fossero stati presi, l'azione di New Hope permise ai resti dell'esercito sudista di sfuggire a ulteriori danni. Vaughn venne a sapere che a seguito della morte di Jones era ora l'ufficiale più alto in carica, ma non conosceva il territorio della valle dello Shenandoah e adottò semplicemente le raccomandazioni di Imboden. L'esercito di Hunter radunò i prigionieri e si prese cura dei feriti a Piedmont, dove l'esercito dello Shenandoah si accampò per la notte, avendo perso quasi 900 uomini tra uccisi e feriti. Il giorno dopo divenne il primo esercito dell'Unione ad entrare a Staunton.